# Kieszonki skrzelowe

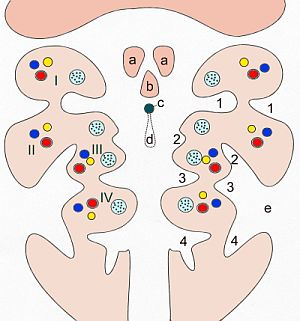
Schemat budowy zarodka. I-IV łuki skrzelowe, 1-4 kieszonki skrzelowe, a Tuberculum laterale, b Tuberculum impar, c Foramen cecum, d Ductus thyreoglossus, e Sinus cervicalis

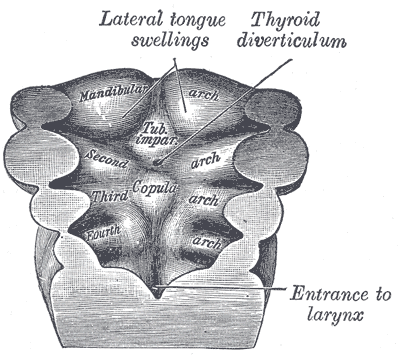
Dno jamy gardłowej 26-dniowego zarodka

Kieszonki skrzelowe (ang. pharyngeal grooves, pharyngeal clefts) – w embriogenezie kręgowców, parzyste zachyłki wytworzone przez endodermalną wyściółkę pierwotnego gardła, układające się między łukami skrzelowymi. 

## Kieszonki skrzelowe człowieka
- Kieszonka I – z kieszonki I powstaje zachyłek trąbkowo-bębenkowy, z którego tworzy się jama bębenkowa, jama sutkowa i, pośrednio, błona bębenkowa, oraz gardło i trąbka słuchowa.
- Kieszonka II – z kieszonki II powstają dołek migdałka podniebiennego i endodermalnego pochodzenia nabłonek pokrywający krypty migdałka podniebiennego.
- Kieszonka III – z części grzbietowej powstaje dolny gruczoł przytarczowy (6 tydzień), z części brzusznej grasica. Początek jej rozwoju przypada na 4 tydzień.
- Kieszonka IV – z części grzbietowej powstają górne przytarczyce (6 tydzień), z części brzusznej ciałka pozaskrzelowe. Łączą się z zawiązkiem tarczycy dając początek komórkom C.